# Lahtis
Lahtis (tidigare: Lachtis, finska: Lahti) är en stad i landskapet Päijänne-Tavastland i Finland. Staden har 120 027 invånare (2021), vilket gör den till Finlands nionde största stad och det sjätte största stadsområdet. Totala ytan är  kvadratkilometer, varav 58,2 km² vatten. Grannkommuner är Asikkala, Heinola, Hollola, Itis och Orimattila.
Lahtis språkliga status är enspråkigt finsk.
Lahtis ligger vid Salpausselkä-åsen, vid södra stranden av sjön Vesijärvi (180 kvadratkilometer). Staden gränsar i norr och väster mot Hollola, i norr mot Heinola, i öst mot Itis och mot Orimattila i söder. Den nuvarande Lahtis stad bildades vid årsskiftet 2015/2016 då den sammanslogs med Nastola kommun.
Stadens heraldiska vapen visar ett tåghjul omgivet av lågor.
Lahtis utsågs till Europas miljöhuvudstad 2021.

## Historia
Enligt utgrävningar gjorda i Lahtisområdet var platsen bebodd redan för 9 000 år sedan, vilket gör Lahtis till en av de äldsta bebodda platserna i Finland. Namnet nämns för första gången år 1445. Lahtis var trots det en vanlig liten by i Hollola socken ända till att Riihimäki–St. Petersburgsbanan öppnades för trafik 1870, då byn blev en livlig trafikknutpunkt.
Lahtis fick köpingsrättigheter 1878 av Finlands storfurste Alexander II av Ryssland, trots att man i Lahtis ville ha fulla stadsrättigheter. Som köping hörde Lahtis till Hollola kommun. Tsar Nikolaj I av Ryssland beviljade Lahtis fulla stadsrättigheter 1 mars 1905, men på grund av oroligheter i Ryssland kom budet fram först 16 mars, vilket anses vara dagen då Lahtis grundades. Lahtis köping stadsplanerades 1878 och stadens nuvarande centrum följer ännu samma planeringsprinciper. Sedan Lahtis blev stad har områden anslutits till staden från Hollola åren 1916, 1923, 1933 och 1956. År 1956 anslöts till staden också områden från Nastola och Orimattila.
År 1918 samlades tillfångatagna rödgardister på Fellmans åkrar och flera avrättades på Hennala kasernområde. År 1978 restes ett monument i Fellmans park (finska Fellmanin puisto) över de avrättade.
Asko Avonius grundade möbelfabriken Asko i Lahtis 1918. Staden blev känd som snickarnas och möbelfabrikörernas stad, med de andra stora möbelhusen Isku och Sotka. Metallindustrin representerades av Upo som tillverkade spisar och Raute som tillverkade maskiner för träförädlingsindustrin. Också Mallasjuomas bryggeri blev känt med ölprodukter som Lahden Erikoinen och Lahden Sininen.
Lahtis växte snabbt efter andra världskriget då evakuerade från de ockuperade Karelen – främst från Viborg – flyttade i stora mängder till Lahtis. Staden fortsatte växa snabbt under flykten från landet på 1960- och 1970-talen. De nya invånarna flyttade in främst från Karelen och Savolax. Tillväxten avstannade i och med den recession som följde den första oljekrisen 1975–1976. De stora arbetsgivarna började effektivisera sin verksamhet och efterfrågan på arbetskraft drev inte längre på flyttningsrörelsen till Lahtis.

## Tätorter
Vid tätortsavgränsningen den 31 december 2021 fanns tre tätorter inom Lahtis stads område:
| Nr | Tätort                        | Folkmängd |
| -- | ----------------------------- | --------- |
| 1  | Lahtis centraltätort (del av) | 104 356   |
| 2  | Nastola kyrkoby               | 11 638    |
| 3  | Heinlammi (del av)            | 3         |

## Politik

### Mandatfördelning i Lahtis stad, valen 1964–2025
Statistik över kommunalval i Finland finns tillgänglig i statistikcentralens publikationer för enskilda kommuner från valet 1964 och framåt. Publikationen över kommunalvalet 1968 var den första som redovisade komplett partitillhörighet.
| 12 | 16 | 19 |

| 10 | 15 | 2 | 3 | 17 |

| 9 | 17 |  | 2 | 2 | 16 |

| 11 | 18 |  |  | 4 | 5 | 18 |

| 10 | 18 |  |  |  | 5 | 22 |

| 8 | 18 |  | 5 |  | 6 | 18 |

| 5 |  | 20 |  |  | 3 | 4 | 21 |

| 8 | 22 | 6 |  |  | 4 | 16 |

| 7 | 21 | 4 | 3 | 3 | 21 |

| 6 | 20 | 5 | 6 | 5 | 17 |

|  | 6 | 20 | 4 | 5 | 5 | 18 |

| 34 | 25 |

| 5 | 19 | 4 |  | 3 | 3 | 4 | 20 |

| 34 | 25 |

| 5 | 18 | 3 | 9 |  | 4 | 18 |

| 37 | 22 |

| 4 | 19 | 7 |  | 5 | 4 | 4 | 14 |

| 29 | 30 |

| 3 | 16 | 5 | 5 | 10 | 4 | 3 | 13 |

| 34 | 25 |

| 4 | 20 | 4 | 5 | 4 | 3 | 4 | 15 |

### Vänorter
Lahtis har följande vänorter.
- Akureyri, Island, sedan 1947
- Deyang, Kina, sedan 2000
- Garmisch-Partenkirchen, Tyskland, sedan 1987
- Kaluga, Ryssland, sedan 1994
- Narva, Estland, samarbetsavtal sedan 1994
- Pécs, Ungern, sedan 1956. Gamla kristna begravningsplatser i Pécs hör till Unescos världsarvslista.
- Randers, Danmark, sedan 1947
- Suhl, Tyskland, sedan 1988
- Västerås kommun, Sverige, sedan 1940
- Wuxi, Kina, sedan 2010
- Zaporizjzja, Ukraina, sedan 1953
- Ålesund, Norge, sedan 1947

Västerås vänortsskap med Lahtis baserar sig på att Västerås hjälpte Lahtis efter vinterkriget. De andra vänorterna har ingått avtal och i de senaste avtalen ingår också en EU-dimension, samt betydelsen av handeln med Asien.

## Ekonomi och infrastruktur

### Största arbetsgivare
- Lahtis stad
- Isku-Yhtymä Oy
- Esa-konserni
- Hartwall Oyj Abp
- Fazer Bagerier/Oululainen
- Stora Enso Packaging Oy
- Kemppi Oy
- DNA Oy (f.d. Päijät-Hämeen Puhelin Oyj)
- Koiviston Auto -yhtymä
- L-Fashion Group Oy

Andra stora arbetsgivare i Lahtis är Eurokangas, Indoor Group Oy (Asko och Sotka), S-Hämeenmaa, Stalatube, Oilon, Lahden Polttimo, Suomen Hiiva, BE Group (Starckjohann), Peikko Finland, Halton, Vaahto Oy, Päijät-Hämeen Osuuspankki, UPM-Kymmene, Elofin (Elopak), Pilkington (Lahden Lasitehdas), Merivaara, Eirikuva, Koulutuskeskus Salpaus och Lahden ammattikorkeakoulu.

### Kommunikationer

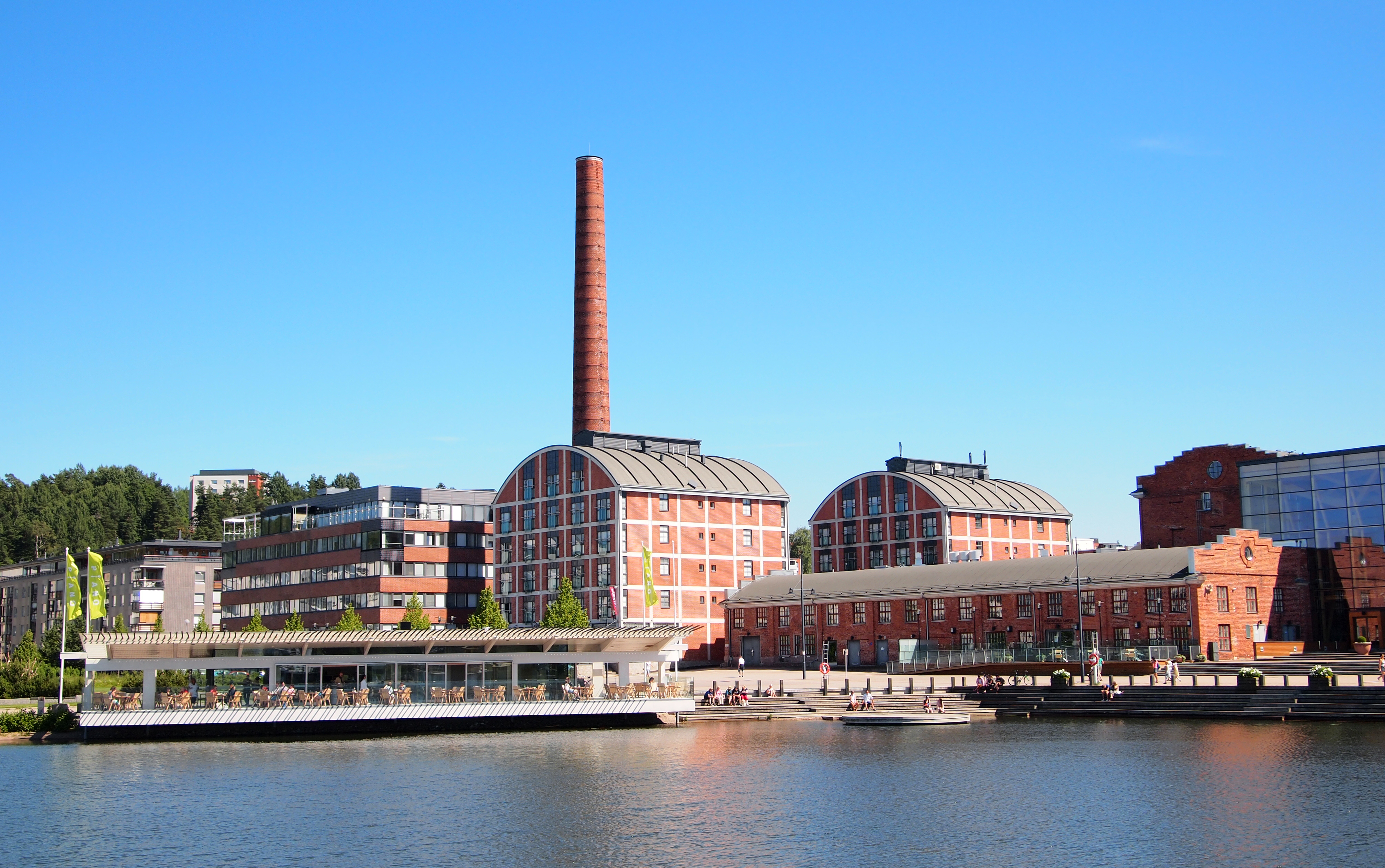
Vesijärvi hamn

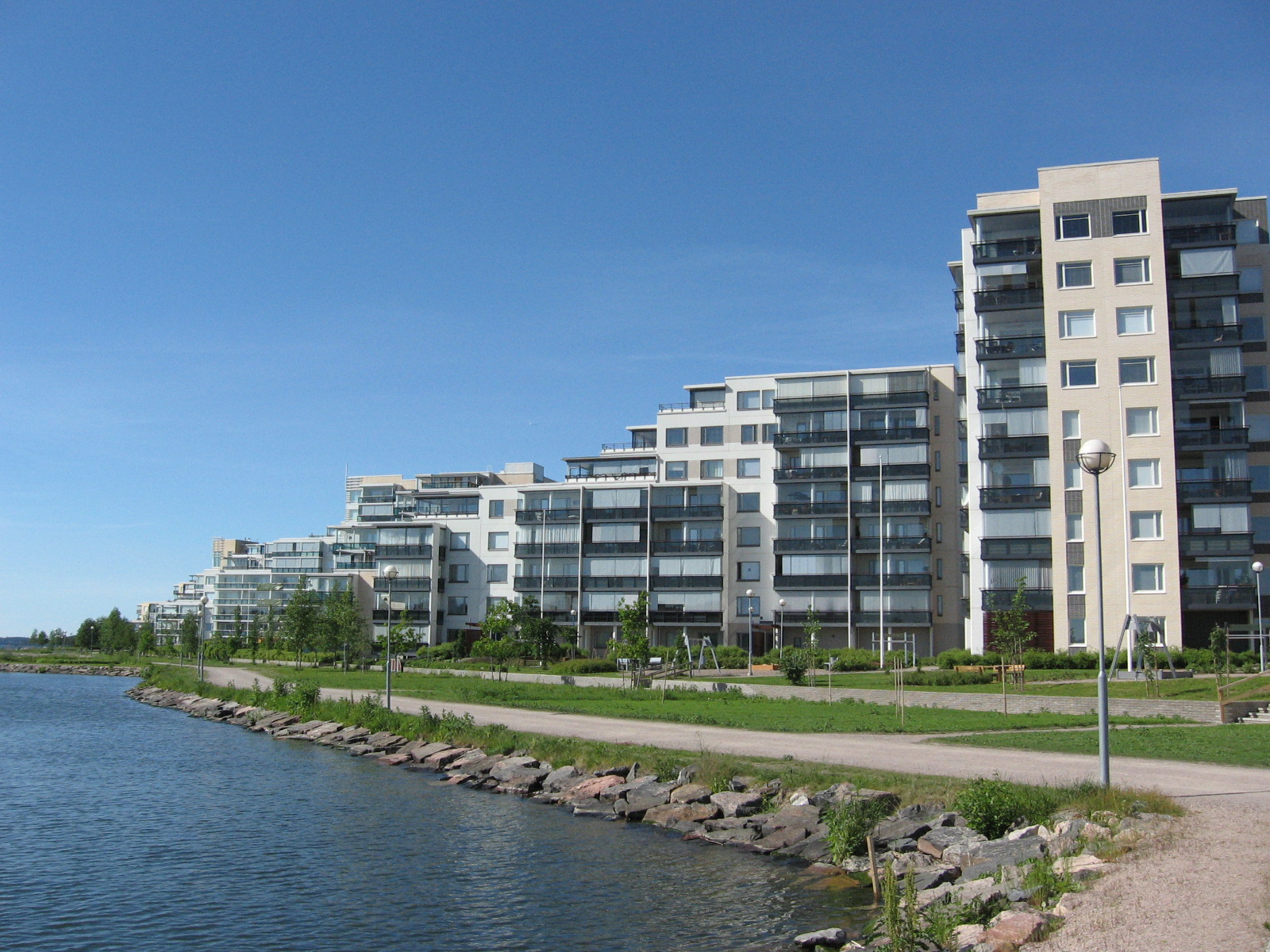
Niemi stadsdel

Lahtis ligger centralt i södra Finland ganska nära landets befolkningstyngdpunkt (Webers punkt), vilket betyder att alla finländare har i genomsnitt en kortare resa till Lahtis. Lahtis är en landsvägs- och järnvägsknutpunkt.
Lahtis direktbana blev klar 2006 vilken förkortade tågresan från Helsingfors till 48 minuter och den snabba förbindelsen beräknas öka inflyttningen till Lahtis, främst med människor som tidigare bott i huvudstadsregionen. Då direktbanan öppnades infördes även zonbiljetter i tågtrafiken till Lahtis.
Riksväg 4 har byggts till motorväg mellan Helsingfors och Lusi.  
De förbättrade förbindelserna har betydligt förkortat restiden till Helsingfors-Vanda flygplats.

## Demografi

### Befolkningsutveckling
| Befolkningsutvecklingen i Lahtis stad 1910–2020 | Befolkningsutvecklingen i Lahtis stad 1910–2020 | Befolkningsutvecklingen i Lahtis stad 1910–2020 | Befolkningsutvecklingen i Lahtis stad 1910–2020 | Befolkningsutvecklingen i Lahtis stad 1910–2020 |
| --- | ----------------------------------------------- | ----------------------------------------------- | ----------------------------------------------- | ----------------------------------------------- |
| |                                                 |                                                 |                                                 |                                                 |
| År |                                                 |                                                 | Folkmängd                                       |                                                 |
| 1910 | 1910                                            |                                                 | 5 996                                           |                                                 |
| 1915 | 1915                                            |                                                 | 4 974                                           |                                                 |
| 1920 | 1920                                            |                                                 | 5 212                                           |                                                 |
| 1925 | 1925                                            |                                                 | 8 315                                           |                                                 |
| 1930 | 1930                                            |                                                 | 10 083                                          |                                                 |
| 1935 | 1935                                            |                                                 | 21 167                                          |                                                 |
| 1940 | 1940                                            |                                                 | 24 757                                          |                                                 |
| 1945 | 1945                                            |                                                 | 33 725                                          |                                                 |
| 1950 | 1950                                            |                                                 | 43 571                                          |                                                 |
| 1955 | 1955                                            |                                                 | 48 112                                          |                                                 |
| 1960 | 1960                                            |                                                 | 65 210                                          |                                                 |
| 1965 | 1965                                            |                                                 | 79 829                                          |                                                 |
| 1970 | 1970                                            |                                                 | 88 393                                          |                                                 |
| 1975 | 1975                                            |                                                 | 107 801                                         |                                                 |
| 1980 | 1980                                            |                                                 | 108 631                                         |                                                 |
| 1985 | 1985                                            |                                                 | 108 919                                         |                                                 |
| 1990 | 1990                                            |                                                 | 108 272                                         |                                                 |
| 1995 | 1995                                            |                                                 | 110 038                                         |                                                 |
| 2000 | 2000                                            |                                                 | 111 656                                         |                                                 |
| 2005 | 2005                                            |                                                 | 113 203                                         |                                                 |
| 2010 | 2010                                            |                                                 | 116 582                                         |                                                 |
| 2015 | 2015                                            |                                                 | 118 743                                         |                                                 |
| 2020 | 2020                                            |                                                 | 119 984                                         |                                                 |
| Anm: Uppgifterna för 1975-2020 avser förhållandena den 31 december nämnda år enligt områdesindelningen den 1 januari 2022. Uppgifterna före 1975 behöver en källa. |                                                 |                                                 |                                                 |                                                 |

### Språk
Befolkningen efter språk (modersmål) den 31 december 2022. Finska, svenska och samiska räknas som inhemska språk då de har officiell status i landet. Resten av språken räknas som främmande. För språk med färre än 10 talare är siffran dold av Statistikcentralen på grund av sekretesskäl. Språk med färre än 100 talare har räknats ihop för att minska tabellens storlek.
| Språk                                        | Talare 2022-12-31 | Talare 2022-12-31 |
| Språk                                        | Antal             | Andel (%)         |
| -------------------------------------------- | ----------------- | ----------------- |
| Hela befolkningen                            | 120 175           | 100,0             |
| Inhemska språk totalt                        | 110 157           | 91,7              |
| Finska                                       | 109 630           | 91,2              |
| Svenska                                      | 506               | 0,4               |
| Samiska                                      | 21                | 0,0               |
| Främmande språk totalt                       | 10 018            | 8,3               |
| Ryska                                        | 3 180             | 2,6               |
| Arabiska                                     | 1 264             | 1,1               |
| Estniska                                     | 908               | 0,8               |
| Kurdiska                                     | 773               | 0,6               |
| Engelska                                     | 399               | 0,3               |
| Thailändska                                  | 323               | 0,3               |
| Kinesiska                                    | 302               | 0,3               |
| Persiska                                     | 286               | 0,2               |
| Turkiska                                     | 257               | 0,2               |
| Spanska                                      | 176               | 0,1               |
| Albanska                                     | 166               | 0,1               |
| Vietnamesiska                                | 166               | 0,1               |
| Tigrinska                                    | 159               | 0,1               |
| Tyska                                        | 151               | 0,1               |
| Ukrainska                                    | 125               | 0,1               |
| Språk med färre än 100 men fler än 10 talare | 1 223             | 1,0               |
| Språk med färre än 10 talare                 | 160               | 0,1               |

|  | Finska (91,2 %) |

|  | Svenska (0,4 %) |

|  | Samiska (0,0 %) |

|  | Främmande språk (8,4 %) |

|  | Finska (91,2 %) |

|  | Svenska (0,4 %) |

|  | Samiska (0,0 %) |

|  | Främmande språk (8,4 %) |

## Kultur
Stadens stadsorkester är Sinfonia Lahti som huserar i konserthallen Sibeliushuset vid Vesijärvis strand.

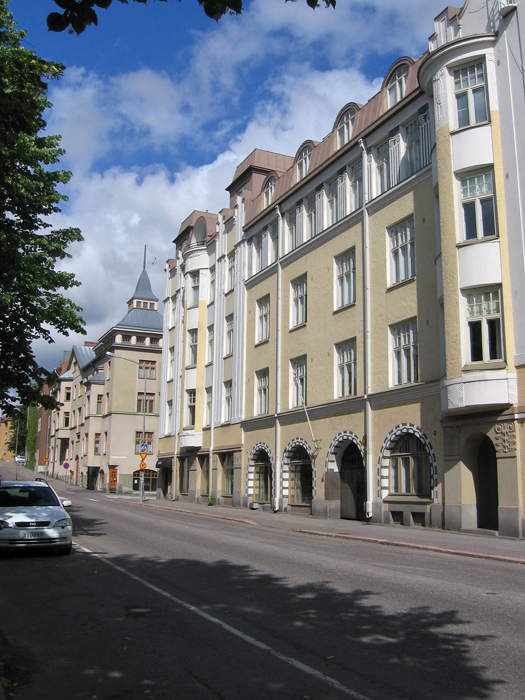
Vuorikatu

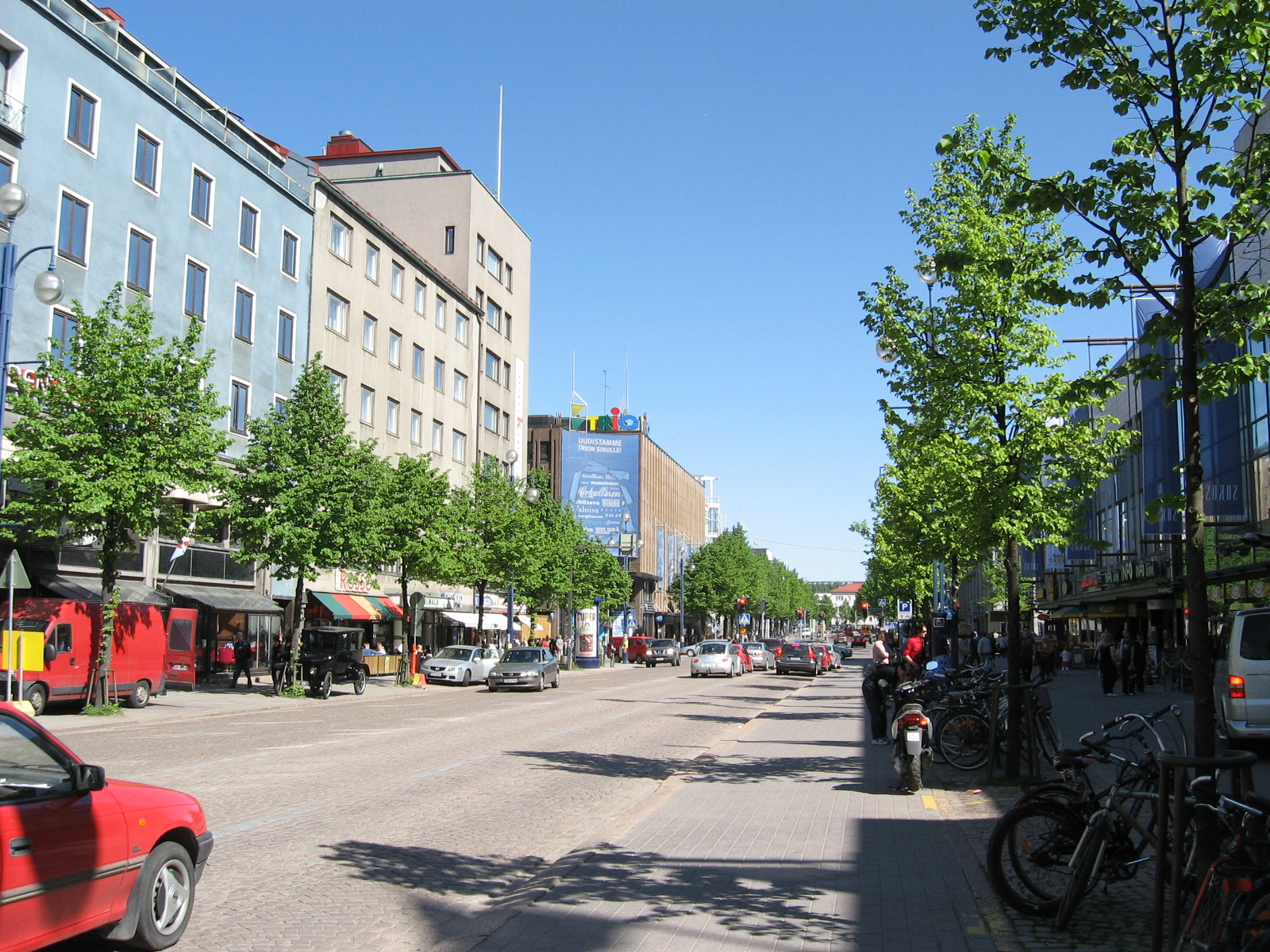
Lahtis huvudgata Aleksanterinkatu

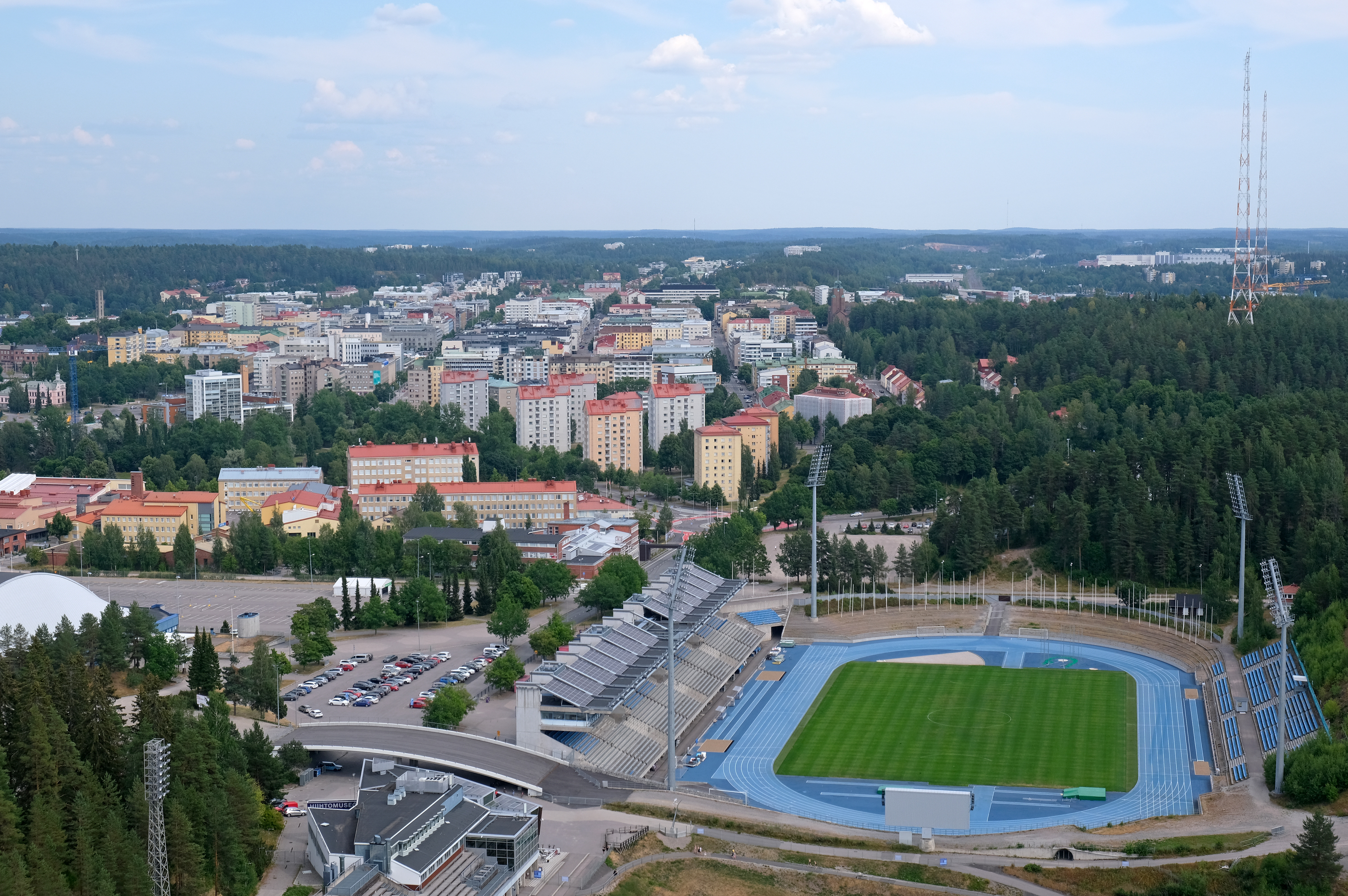
Lahtis stadion

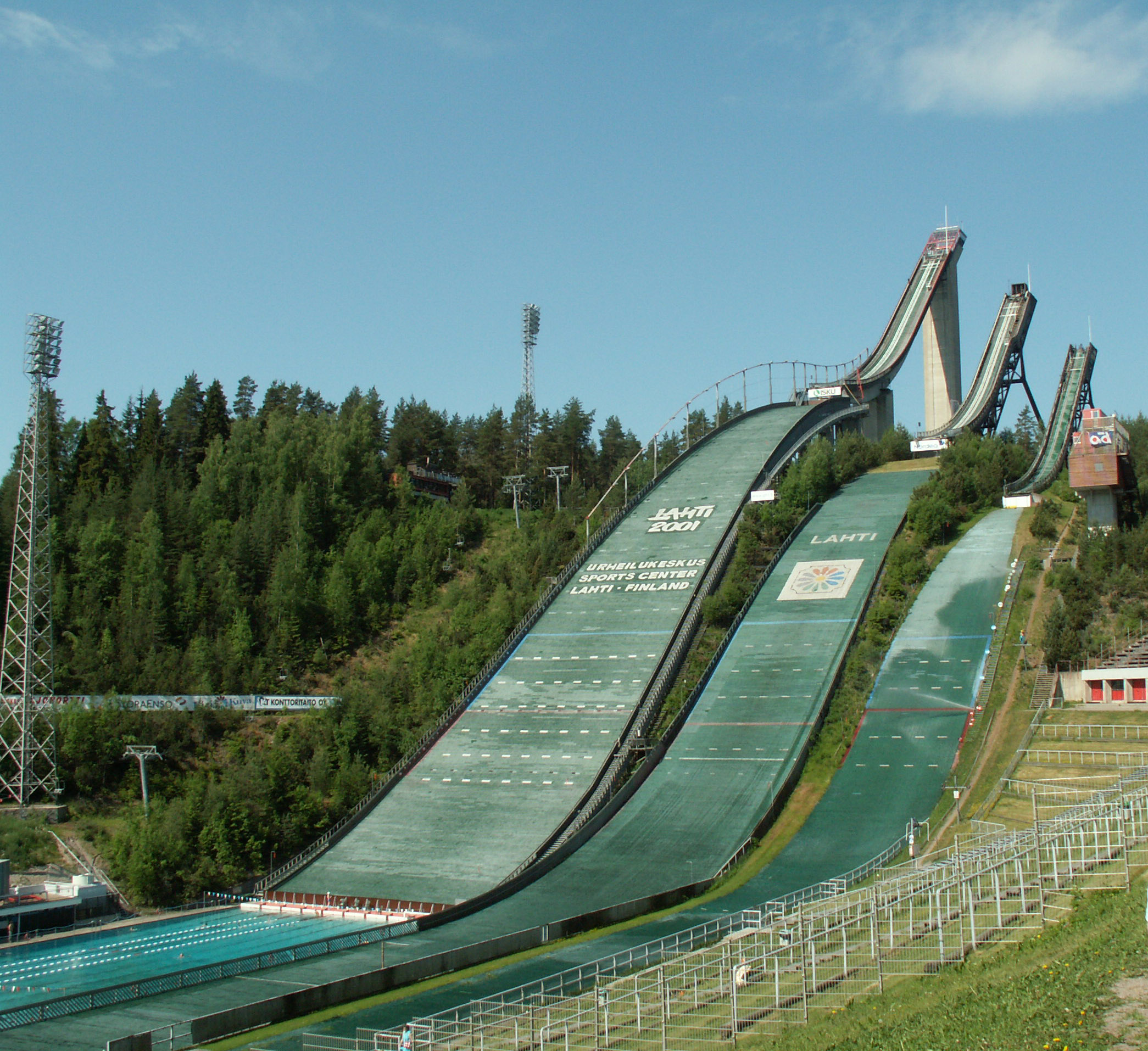
Lahtis hoppbackar på sommaren. Det finns ett utomhusbad vid den största backen.

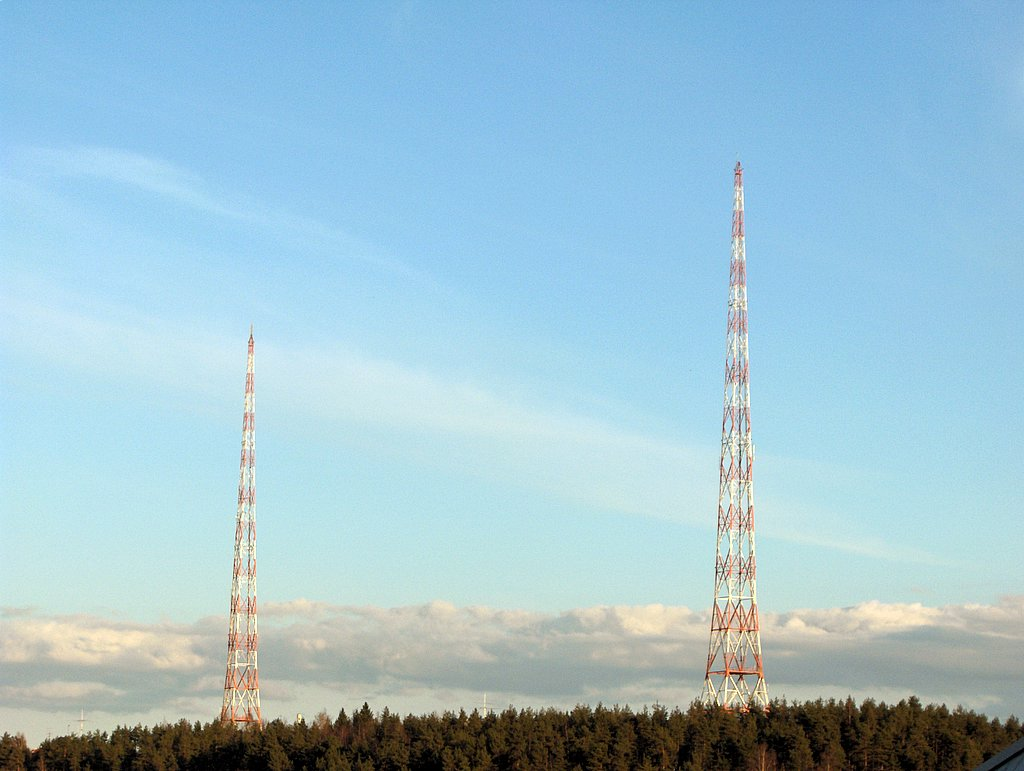
Radiomasterna från år 1927 på Radiomäki

Lahtis hamn som numera är i fritidsbruk

### Betydande byggnader
- Lahtis hoppbackar är den synligaste delen av Lahtis idrottscentrum. Det finns tre backar med de kritiska punkterna 116, 90 och 60 meter.
- Lahtis stadshus är en av stadens mest kända byggnader, ritad 1911 av Eliel Saarinen och blev klar 1912.
- Lahtis teaterhus öppnades 1983.
- På Radiomäki (Radiobacken) finns radiomaster 150 meter höga byggda 1927. Långvågssändningarna slutade 1993 och ULA-sändningarna flyttades till den 300 meter höga sändaren i Tiirismaa i Hollola 1967.
- Ristinkirkko är en kyrka ritad av Alvar Aalto 1978 mitt emot stadshuset på torget. Man rev den gamla träkyrkan Keski-Lahden kirkko som stod på samma plats.
- Sibeliushuset är ett kongress- och konserthus som öppnades 2000. Arkitekterna bakom byggnaden är Hannu Tikka och Kimmo Lintula.
- Mokulla herrgård

### Museer
- Lahtis stadsmuseum.[13] Stadsmuseet är uppdelat i totalt fem olika museer: Lahtis historiska museum (tillika Päijänne-Tavastlands landskapsmuseum), Skidmuseum, Radio & TV-museum, Lahtis konstmuseum och Postermuseum.
- St. Petersburgsbanans museum.[14] (utställning av gamla tåg)
- Militärmedicinska museet.[15]
- Finlands militärmusikmuseum.[16]

### Musik
Följande band kommer från Lahtis.
- 5th Element
- Before the Dawn
- Entwine
- Francine
- Korpiklaani
- Lahti Big Band
- Raggars
- Sinfonia Lahti
- Sleepy Sleepers/Leningrad Cowboys
- Tehosekoitin
- Turo's Hevi Gee

### Kända personer från Lahtis
- Juho Kusti Paasikivi, Finlands president. Paasikivi föddes i Hämeenkoski men tillbringade sin barndom och ungdom i Lahtis.
- Cheek (Jare Henrik Tiihonen), född den 22 december 1981 i Vanda, rapartist.
- Albert Järvinen, gitarrist
- Jaana Pelkonen, riksdagsledamot, f.d. tv-profil och modell
- Janne Ahonen, backhoppare (bor numera i Hollola)
- Kari Eloranta, ishockeyspelare
- Joonas Kolkka, fotbollsspelare
- Jari Litmanen, fotbollsspelare
- Pasi Nurminen, huvudägaren av ishockeylaget Lahden Pelicans, f.d. ishockeytränare och f.d. ishockeyspelare
- Petri Pasanen, fotbollsspelare
- Antti Niemi, ishockeyspelare (född i Vanda)
- Marko Kristian Lehtosalo (känd som Markoolio), artist. (Lahtis är Markoolios födelsehemort)

### Idrott

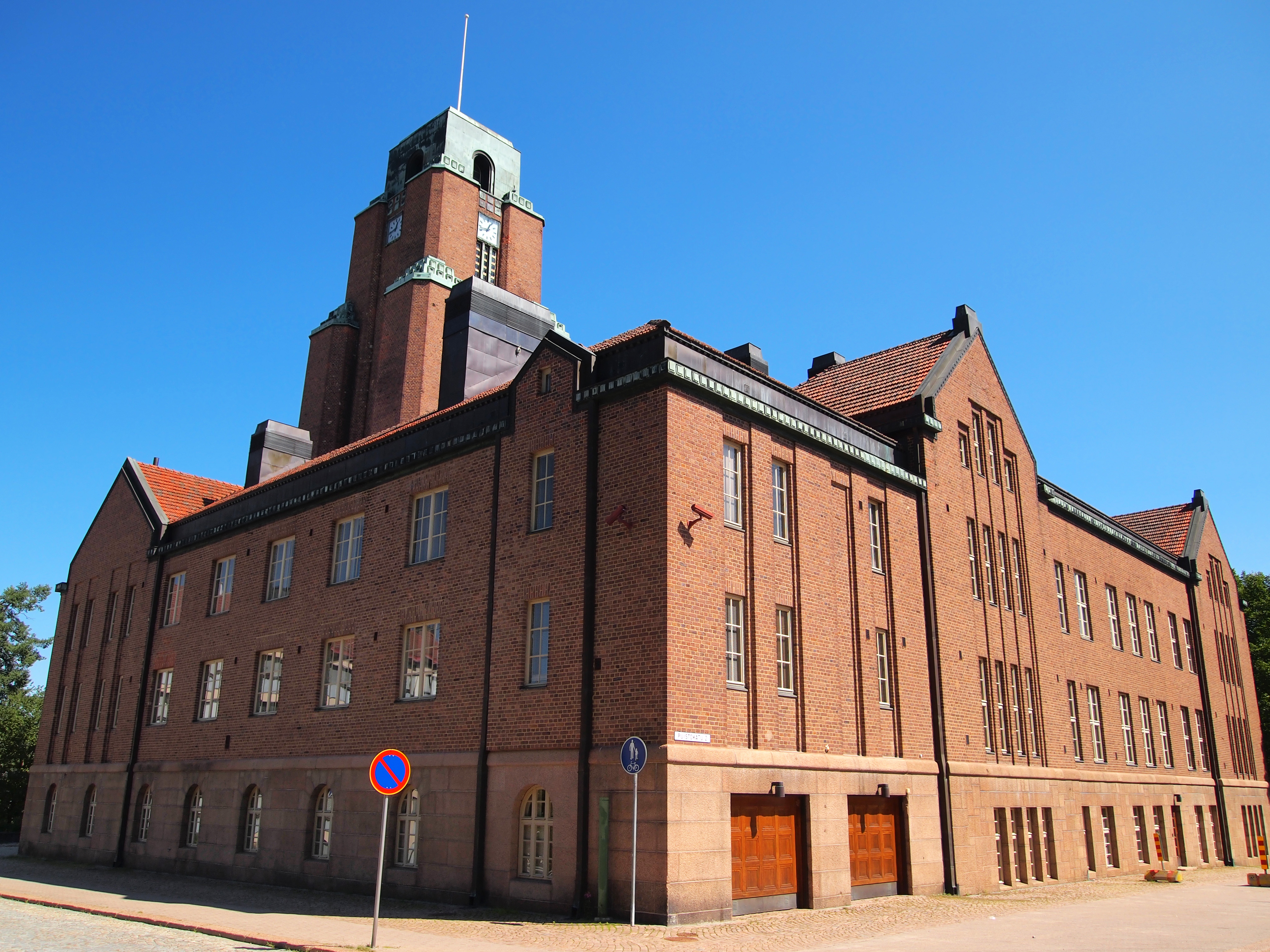
Lahtis stadshus

Lahtis är känd som en sportstad. I Lahtis sportcentrum med Lahtis stadion och Salpausselkä-backarna ordnas stora internationella tävlingar, bland annat världsmästerskap i nordisk skidsport och de årligen återkommande Lahtisspelen (finska: Salpausselän Kisat).
Lahtis storhall (finska: Lahden suurhalli) blev då den stod klar 1980 Finlands första inomhushall för fotboll med konstgräs som passade för vinterträning, och här spelas Uusi Lahti Cup.

#### Idrottsevenemang
- Olympiska sommarspelen 1952: de första matcherna i fotboll
- Världsmästerskapen i nordisk skidsport:  1926, 1938, 1958, 1978, 1989, 2001 och 2017
- Juniorvärldsmästerskapen i nordisk skidsport 2019
- Världsmästerskapen i skidskytte: (män och juniorer) 1981, (kvinnor och juniorer) 1987, 1991, (männens stafett) 2000
- Världsmästerskapen i modern femkamp: 1990